# Жуліо Сезар (футболіст, 1994)
Жуліо Сезар Чарнеський (порт.-браз. Júlio César Czarneski / пол. Júlio César Czarneski; нар. 12 серпня 1994, Араукарія, Парана, Бразилія) — бразильський футболіст польського походження, нападник.

## Життєпис
Вихованець «Парани». У футболці першої команди дебютував 3 березня 2015 року в програному (1:2) поєдинку Ліги Паранаенсе проти «Атлетіку» (Паранаваї). У бразильській Серії B дебютував 30 листопада 2013 року в переможному (2:0) домашньому поєдинку 38-го туру проти «Ісаки». Жуліо вийшов на поле на 62-й хвилині, замінивши Лусіо Флавіо, а вже через хвилину відзначився першим голом за «Парану». З 2015 по 2017 рік виступав у чемпіонатах штату та нижчих дивізіонах бразильського чемпіонату ABC, «Інтер де Лажес», «Каскавель», «Кашиас» та «Оесте».
1 серпня 2017 року підписав контракт з «Шапекоенсе». У футболці нового клубу в еліті бразильського футболу дебютував 3 серпня 2017 року в нічийному (1:1) домашньому поєдинку 18-го туру проти «Баїя». Жуліо вийшов на поле на 56-й хвилині, замінивши Луренсі. У Серії A провів 7 матчів. З 2012 по 2020 рік виступав на батьківщині за «Атлетіку Гоянієнсі», «Понте-Прета» та «Ботафого» (РП).
Наприкінці серпня 2020 року виїхав до Європи, де підписав контракт з португальським «Портімоненсі». У складі нового клубу дебютував 21 вересня 2020 року в нічийному (1:1) домашньому поєдинку 1-го туру Прімейра-Ліги проти «Пасуш-де-Феррейра». Сезар вийшов на поле на 72-й хвилині, замінивши Велінтона Жуніора. З вересня по грудень 2020 року зіграв 7 матчів у вищому дивізіоні чемпіонату Португалії та 1 поєдинок у кубку Португалії. З весни 2021 року виступав спочатку в оренді за «Гуарані», з яким наступного року підписав повноцінний контракт.

## Статистика виступів

### Клубна
Станом на 29 березня 2020
| Клуб                          | Сезон             | Чемпіонат         | Чемпіонат | Чемпіонат | Чемпіонат штату | Чемпіонат штату | Кубок | Кубок | Континентальні | Континентальні | Інші  | Інші | Загалом | Загалом |
| Клуб                          | Сезон             | Дивізіон          | Матчі     | Голи      | Матчі           | Голи            | Матчі | Голи  | Матчі          | Голи           | Матчі | Голи | Матчі   | Голи    |
| ----------------------------- | ----------------- | ----------------- | --------- | --------- | --------------- | --------------- | ----- | ----- | -------------- | -------------- | ----- | ---- | ------- | ------- |
| «Парана»                      | 2013              | Серія B           | 1         | 1         | 8               | 0               | 2     | 0     | —              | —              | —     | —    | 11      | 1       |
| «Парана»                      | 2014              | Серія B           | 12        | 0         | 8               | 0               | 1     | 0     | —              | —              | —     | —    | 21      | 0       |
| «Парана»                      | Загалом           | Загалом           | 13        | 1         | 16              | 0               | 3     | 0     | —              | —              | —     | —    | 32      | 1       |
| ABC                           | 2015              | Серія B           | 0         | 0         | 9               | 1               | 2     | 0     | —              | —              | —     | —    | 11      | 1       |
| «Інтер де Лажес»              | 2015              | Серія D           | 1         | 0         | —               | —               | —     | —     | —              | —              | —     | —    | 1       | 0       |
| «Каскавель»                   | 2016              | Ліга Паранаенсе   | —         | —         | 5               | 0               | —     | —     | —              | —              | —     | —    | 5       | 0       |
| «Інтер де Лажес»              | 2016              | Серія D           | 9         | 0         | —               | —               | —     | —     | —              | —              | —     | —    | 9       | 0       |
| «Кашиас»                      | 2017              | Гаушу             | —         | —         | 15              | 3               | —     | —     | —              | —              | —     | —    | 15      | 3       |
| «Оесте»                       | 2017              | Серія B           | 12        | 2         | —               | —               | 0     | 0     | —              | —              | —     | —    | 12      | 2       |
| «Шапекоенсе»                  | 2017              | Серія A           | 7         | 0         | 0               | 0               | 0     | 0     | 1              | 0              | —     | —    | 8       | 0       |
| «Шапекоенсе»                  | 2018              | Серія A           | 0         | 0         | 1               | 0               | 0     | 0     | 0              | 0              | —     | —    | 1       | 0       |
| «Шапекоенсе»                  | 2019              | Серія A           | 0         | 0         | 3               | 0               | 0     | 0     | 1              | 0              | —     | —    | 4       | 0       |
| «Шапекоенсе»                  | Загалом           | Загалом           | 7         | 0         | 4               | 0               | 0     | 0     | 2              | 0              | —     | —    | 13      | 0       |
| «Атлетіку Гоянієнсі» (оренда) | 2018              | Серія B           | 36        | 8         | 8               | 0               | 1     | 0     | —              | —              | —     | —    | 28      | 3       |
| «Понте-Прета» (оренда)        | 2019              | Серія B           | 2         | 0         | 7               | 1               | 0     | 0     | —              | —              | —     | —    | 9       | 1       |
| «Ботафого» (РП) (оренда)      | 2019              | Серія B           | 18        | 1         | —               | —               | —     | —     | —              | —              | —     | —    | 18      | 1       |
| «Атлетіку Гоянієнсі» (оренда) | 2020              | Серія A           | 0         | 0         | 9               | 2               | 2     | 0     | —              | —              | —     | —    | 11      | 2       |
| Усього за кар'єру             | Усього за кар'єру | Усього за кар'єру | 98        | 12        | 73              | 7               | 8     | 0     | 2              | 0              | 0     | 0    | 181     | 19      |

1. 1 2  Матч(і) в Південноамериканському кубку